# For My Love... Mother Music
For My Love... Mother Music es el undécimo álbum de estudio del músico puertorriqueño José Feliciano. Fue publicado en enero de 1974 a través de RCA Records.

## Recepción de la crítica
Un escritor no especificado de la revista Cash Box señaló que “todo el álbum  brilla con la capacidad de José [Feliciano] para comunicar emociones, tanto obvias como sutiles, y es evidente que continúa mejorando, tanto como cantante como escritor”. La revista Billboard lo nombró una selección “Spotlight” y un crítico no especificado consideró For My Love... Mother Music “música conmovedora y vertiginosa, aderezada por la presencia de Steve Cropper”.

## Rendimiento comercial
La revista Billboard informó en la semana que finalizó el 19 de enero de 1974 que For My Love... Mother Music fue una selección de acción en radio FM con transmisión en WVVS-FM, una de las principales estaciones de radio progresivas del país. La semana siguiente fue una selección de acción en radio FM en otra estación líder, WBAB-FM.

## Lista de canciones
| Lado uno |                               |                                       |          |  |
| N.º      | Título                        | Escritor(es)                          | Duración |  |
| 1.       | «For My Love»                 | José Feliciano Janna Merlyn Feliciano | 3:31     |  |
| 2.       | «World Without Music»         | Kenny Gamble Leon Huff                | 3:15     |  |
| 3.       | «I Want to Learn a Love Song» | Harry Chapin                          | 4:21     |  |
| 4.       | «Blame It on the Sun»         | Stevie Wonder Syreeta Wright          | 4:43     |  |
| 5.       | «The Gypsy»                   | J. Feliciano Betty Crooper            | 4:57     |  |

| Lado dos |                        |                              |          |  |
| N.º      | Título                 | Escritor(es)                 | Duración |  |
| 1.       | «I Like What You Give» | Noland Porter                | 4:36     |  |
| 2.       | «Stoney Heart»         | J. Feliciano J. M. Feliciano | 3:43     |  |
| 3.       | «Dirty Work»           | Walter Becker Donald Fagen   | 3:10     |  |
| 4.       | «Shoo-Fly»             | Lenny Williams Johnny Watson | 3:43     |  |
| 5.       | «Mother Music»         | Russ Faith Pal Rakes         | 6:36     |  |

## Créditos y personal
Créditos adaptados desde las notas de álbum de For My Love... Mother Music.
| Lado uno 1. «For My Love» - José Feliciano – guitarra - Steve Cropper – guitarra, arreglos - Jimm Johnson – bajo eléctrico - Richie Simpson – batería - J.A. Spell – teclados - Chuck Findley – arreglos - Kim Carnes – coros - Julia Tillman – coros - Maxine Willard – coros 2. «World Without Music - José Feliciano – guitarra - Jimm Johnson – bajo eléctrico - Richie Simpson – batería - Don Menza – saxofón tenor - Chuck Findley – arreglos - Steve Cropper – arreglos - Kim Carnes – coros - Julia Tillman – coros - Maxine Willard – coros 3. «I Want to Learn a Love Song» - José Feliciano – guitarra, conga - Jimm Johnson – bajo eléctrico - Ron Tutt – batería - Larry Muhoberac – teclados - Chuck Findley – arreglos - Steve Cropper – arreglos 4. «Blame It on the Sun» - José Feliciano – guitarra, coros - Jimm Johnson – bajo eléctrico - Richie Simpson – batería - Paulinho Magalhaes – high tom, percusión - J.A. Spell – piano - Larry Muhoberac – piano, sintetizador ARP, sintetizador Moog - Clark Spangler – sintetizador ARP, sintetizador Moog - Chuck Findley – arreglos - Steve Cropper – arreglos - Claudia Lennear – coros - Jessie Smith – coros - Robbie Montgomery – coros 5. «The Gypsy» - José Feliciano – guitarra - Duke Bardwell – bajo eléctrico - Ron Tutt – batería - J.A. Spell – teclados - Chuck Findley – arreglos - Steve Cropper – arreglos | Lado dos 1. «I Like What You Give» - José Feliciano – guitarra, conga - Steve Cropper – guitarra, arreglos - Jimm Johnson – bajo eléctrico - Richie Simpson – batería - J.A. Spell – órgano - Jim Horn – saxofón alto - Chuck Findley – arreglos - Kim Carnes – coros - Julia Tillman – coros - Maxine Willard – coros 2. «Stoney Heart» - José Feliciano – guitarra, conga - Duke Bardwell – bajo eléctrico - Jim Keltner – batería - J.A. Spell – piano - Larry Muhoberac – arreglos 3. «Dirty Work» - José Feliciano – guitarra - Jimm Johnson – bajo eléctrico - Richie Simpson – batería - J.A. Spell – piano - Jim Horn – arreglos - Kim Carnes – coros - Julia Tillman – coros - Maxine Willard – coros 4. «Shoo-Fly» - Steve Cropper – guitarra, arreglos - Jimm Johnson – bajo eléctrico - Richie Simpson – batería - J.A. Spell – piano - Greg Adams – arreglos, trompeta - Mic Gillette – trompeta, coros - Emilio Castillo – saxofón tenor, coros - Steve Kupka – saxofón barítono - Leonard Pickette – saxofón tenor - Chuck Findley – arreglos - Lenny Williams – coros 5. «Mother Music» - José Feliciano – guitarra - Jimm Johnson – bajo eléctrico - Ron Tutt – batería - Larry Muhoberac – piano - J.A. Spell – órgano - Chuck Findley – arreglos - Steve Cropper – arreglos - Kim Carnes – coros - Julia Tillman – coros - Maxine Willard – coros - Martha Reeves – coros - Prentis Anderson – coros - Gladys Horton – coros |

Personal técnico
- Steve Cropper – productor
- José Feliciano – productor
- Janna Merlyn Feliciano – coordinadora
- Bobby Thomas – ingeniero coordinador
- Ron Capone – ingeniero coordinador
- Hank McGill – ingeniero de audio
- Eddie Brennan – ingeniero de audio
- Clark Spangler – programación

Diseño
- Janna Merlyn Feliciano – concepto de portada, supervisora
- Frank Mulvey – director artístico
- Des Strobel – diseño de portada
- Terry Squire – diseño de portada
- Lee Lawrence – fotografía
- Bob Ziering – ilustración